# Ibn Othman Al Maknassi
Mohammed Ibn Abdelwahab Ibn Othman Al Mastassi Al Meknassi, est un historiographe, écrivain, diplomate et voyageur marocain, ministre du sultan Moulay Slimane et gouverneur en 1792 à Tétouan. Il est contemporain de l'historien Abou El Kacem Zayani. Ibn Othman est connu pour ses écrits sur l'Europe du XVIIIe siècle lors de ses voyages en tant qu’ambassadeur du Maroc et le rôle qu'il avait joué dans la préparation de la clause du traité de paix entre le Maroc et l'Espagne (convention d’Aranjuez le 30 mai 1780), qui a servi de base à la bonne entente entre le sultan  Mohamed III (1757-1790)  et le roi Charles III d'Espagne (1759-1788). Il participa aussi aux négociations dans le rachat des 613 captifs musulmans à Malte en 1782.

## Biographie
Né à Meknès, au milieu du XVIIIe siècle (dans les années 1730 ou 1740), il meurt en 1799 à Marrakech de la peste. C'est Abou El Kacem Zayani lui-même qui rapporte qu’il a été chargé de récupérer l’héritage du diplomate et de ramener sa dépouille à Meknès.
Issu d'une famille de religieux, instruite, son père était imam et prêcheur à Meknès, capitale du royaume alaouite sous le règne de Moulay Ismaël (de 1672 à 1727). Il poursuivit ses études traditionnelles à Meknès puis à l'université Al Quaraouiyine à Fès.

### Le diplomate
Le XVIIIe et le XIXe siècle constituent une époque importante dans la politique intérieure et extérieure du Maroc. Le makhzen doit surmonter des crises politico-sociales internes et faire face à l'Europe expansionniste qui menace son intégrité territoriale, ce qui explique l'activité intense de la diplomatie marocaine à l'égard de l'Europe et des États-Unis, inscrite dans le cadre de la signature de traités de paix et de relations commerciales.
Le règne des sultans  Mohamed III et Moulay Slimane marque l'apogée de la diplomatie marocaine du XVIIIe et du XIXe siècle, notamment avec Zayani et Ibn Othman Al Maknassi. Celui-ci fut considéré comme pionnier de la diplomatie marocaine, un grand ambassadeur qui avait représenté deux sultans alaouites : le sultan  Mohamed III (1757-1790) et Moulay Slimane (1760-1820). Il a joué un rôle remarquable dans la crise hispano-marocaine de 1790-1792 et la libération de captifs musulmans à Malte. Il est choisi par le sultan  Mohamed III pour ses qualités de négociateur et de médiateur et fut nommé ambassadeur à Madrid en remplacement de Ahmed Ben Mehdi Al Ghazal en octobre 1779 ; celui-ci n'avait pas réussi dans sa mission en Espagne.

### Le voyageur
Ibn Othman est bien connu pour ses trois récits de voyages et de missions diplomatiques. Le texte est du genre littéraire, narratif et descriptif de type rihla (rihla signifie voyage) basé sur l'observation. Les deux premiers sont Al iksir fi fikak al asir (récit de son voyage en Espagne en 1779-1780) et Al badr al safir (dans la péninsule italienne en 1781-1783). Le troisième récit de voyage, Ihraz, est une rihla nouant principalement deux genres, le récit du pèlerin et celui de l’ambassadeur envoyé dans l’Empire ottoman avec, à ses côtés, l’historien Abou El Kacem Zayani.

## Œuvres
Ibn Othman Al Maknassi était un grand ambassadeur. Il laisse de précieux récits de voyage révélant sa perception des bouleversements qui ont marqué l'Europe au XVIIIe siècle.
- al-Iksīr fī Fikāk al-ʼAsīr
- Le rachat des captifs musulmans à Malte en 1782, d’après le récit de voyage d’Ibn Uthmân Al-Meknassîالإكسير في فكاك الأسير
- al-Badr al-sāfir li-hidāyat al-musāfir ilá fikāk al-asārá min yad al-ʻadūw al-kāfir
- المكناسي: إحراز المعلى والرقيب في حج بيت الله الحرام وزيارة القدس ...Par مكناسي، محمد ابن عثمان,بوكبوط، محمد
- رحلة المكناسي: إحراز المعلى والرقيب في حج بيت الله الحرام وزيارة القدس الشريف والخليل والتبرك بقبر الحبيب، 1785
- سفارة محمد بن عثمان المكناسي ومشاهداته في أستانبول والشام والحجاز، 1786-1789